# Sewansee
Der Sewansee (armenisch Սևանա լիճ Sewana litsch) ist mit 1272 km² Fläche, einer Länge von 78 km und einer Breite von maximal 56 km der größte Süßwassersee Armeniens sowie des gesamten Kaukasus: Er ist maximal 79,7 m tief, sein Volumen beträgt 37,9 km³ (Stand 2014); mit seiner Lage von 1900 m über dem Meeresspiegel ist er darüber hinaus der zweitgrößte Gebirgssee der Welt.

## Lage
Der Sewansee liegt in der Provinz Gegharkunik im Osten Armeniens, unweit der Grenze zu Aserbaidschan. Der im Sewan-Becken gelegene See ist umgeben vom nördlich verlaufenden Sewangebirge, das zum Kleinen Kaukasus zählt, sowie dem Östlichen Sewangebirge im Osten, dem Wardenisgebirge im Süden und dem Geghamgebirge im Westen. Die Küstenebene ist im Südosten bis zu 17 km breit. Dort werden Getreide und Obst angebaut. Die Artaniš- und Noratuz-Halbinseln unterteilen den See in den „Großen Sewan“ im Südosten und den „Kleinen Sewan“ im Nordwesten. Im Kleinen Sewan liegt die Sewaninsel. Der See hat 28 Zuflüsse, darunter der Artschitschi, Masrik, Gawaraget, Dsknaget und Pambak. Sein einziger Abfluss ist der Hrasdan, der über einen Kanal in den Aras entwässert.

## Klima
Der durchschnittliche jährliche Niederschlag beträgt 350 mm am See selber, 350–446 mm in der Küstenebene. Die potentielle natürliche Vegetation der Küstenebene ist eine Federgrassteppe. Vorherrschende Böden sind Berg-Kastanozems.

## Fauna
In dem See kommen fünf Fischarten vor, von denen die Sewan-Forelle (Salmo ischchan) im Sewan-See endemisch ist. Bis Ende der 1980er-Jahre wurde im Tal des Sewansees die vermutlich ausgestorbene Armenische Bartfledermaus (Myotis hajastanicus) nachgewiesen.
Am See brütet eine bedeutende, mehr als 10.000 Paare umfassende Kolonie der Armeniermöwe.

## Forschungsgeschichte
Waldemar Belck besuchte den Sewansee Ende des 19. Jahrhunderts. 1906 grub Jerwand Lalajan den bronzezeitlichen Friedhof von Zowak aus. 1926 wurde der erste Abguss der urartäischen Inschrift von Zowinar angefertigt.

## Geschichte
Die Region um den Sewansee ist geschichtsträchtig: Es wurden aufwändige Bestattungsplätze aus der Bronzezeit entdeckt. Die Urartäer gaben dem See vielleicht seinen Namen. Das urartäische Wort Ṣue (abṣue) bedeutet Meer. Argišti I. erreichte in seinem 5. Regierungsjahr (782) den Sewansee. Die Inschrift von Lchašen. berichtet, dass er das Land Qihu eroberte und die Stadt Ištiquni erreichte. Sarduri II. führte von seinem ersten Regierungsjahr an mehrere Feldzüge zum Sewan-See und eroberte das südöstliche Seeufer, Likiu, Uelikuḫi, Tulihu und Uduri-Etiuni und Länder südlich des Wardenis-Gebirges, Ediani, Irduani und Puinialḫi. Nach dem Tod von Sarduri gingen die Eroberungen am Sewansee vermutlich wieder verloren. Rusa I. rühmt sich des Sieges über 23 Länder und 19 Könige „von der anderen Seite des Sees, in den schrecklichen Bergen“ (Felsinschrift von Zovinar). Nach Rusa I. brechen die schriftlichen Überlieferungen ab. Burney nimmt an, dass das Gebiet seine Unabhängigkeit wieder erlangte, Salvini geht von einer urartäischen Herrschaft bis in die Zeit von Rusa II. aus und nimmt an, dass dieser das Gebiet an die Skythen abtrat. Skythische Funde aus dem Gebiet des Sewansees sind jedoch spärlich und beschränken sich auf das Fragment eines Akinakes aus Geghhowit sowie zwei Pfeilspitzen aus Kartschaghbjur und Astghadsor.
In persischer Zeit war der Sewansee Teil von Armenien. Im Tal des Sewansees wurden acht aramäische Inschriften des Artaxias I. gefunden, überwiegend am fruchtbaren Südufer. Im Mittelalter waren Zar (Airk) und Kot (Geghakuni) die Hauptstädte. Von den alten armenischen Königs- und Fürstenfamilien zeugen die vielen um den See errichteten Kirchen und Klöster, wie Sewanawank und Hajrawank. Seit dem 17. Jahrhundert war das Becken weitgehend entvölkert. Nach dem Frieden von Adrianopel 1829 siedelten sich Armenier aus Beyazıt in der Gegend an. Der türkische Name des Sewansees ist „Gökcay“, was „himmelblaues Wasser“ bedeutet. In älterer Literatur taucht oft die auf dem Türkischen basierende Schreibung Gokcha oder die lateinische Bezeichnung Lychnitis auf.

## Umweltprobleme
Die enorme Ausweitung der landwirtschaftlichen Nutzfläche in der Armenischen SSR erforderte extensive Bewässerungsmaßnahmen. Der Sewansee, rund doppelt so groß wie der Bodensee, ist das einzige große Wasserreservoir im Südkaukasus. Er wurde ab 1936 für groß angelegte Bewässerungsprogramme ausgebeutet und sein Pegel sank bis 1988 um 22 m. Als Folge des absinkenden Pegels wurde aus der Sewaninsel eine Halbinsel. Grundlage für den Plan zur Nutzung des Sees für Bewässerung war unter anderem eine 1910 verfasste Denkschrift des Ingenieurs Sukias Manasserjan. Ein weiterer Faktor war die Nutzung des Wassers des Sewan-Abflusses Hrasdan zur Elektroenergieerzeugung mit einer dort errichteten Wasserkraftwerkskaskade. In den 1980er Jahren drohte der See ganz aus dem ökologischen Gleichgewicht zu geraten.

### Tunnelsystem Worotan-Arpa-Sewansee
Von 1961 bis 1981 wurde ein 48,3 km langer Tunnel gebaut, durch den Wasser aus einem vom Fluss Arpa gespeisten Stausee bei Ketschut unterhalb von Dschermuk in den Sewansee bei Arzwanist umgeleitet wurde. Die Inbetriebnahme des Tunnels erfolgte jedoch erst 1988. Da abzusehen war, dass das zuzuleitende Wasser den Pegel des Sees zwar stabilisieren, doch nicht nennenswert anheben würde, wurde bereits 1981 mit dem Bau eines weiteren, 21,6 km langen Tunnels begonnen, durch den Wasser aus dem Spandarjan-Stausee am noch weiter südlich verlaufenden Worotan oberhalb Sissian zunächst in den Ketschut-Stausee und von dort weiter in den Sewansee gespeist werden sollte. Ab 1986 wurden die Bauarbeiten aktiver vorangetrieben, gerieten aber wegen des Bergkarabachkonflikts zwischen Armenien und Aserbaidschan ins Stocken und wurden 1992 nach Fertigstellung von etwa 18 km wegen Finanzierungsproblemen vorübergehend abgebrochen. Ende der 1990er Jahre nahm man den Bau wieder auf. Der Worotan-Arpa-Tunnel wurde schließlich 2003 vollendet und am 26. April 2004 in Betrieb genommen. Im Zeitraum vom März 2005 bis zum März 2006 stieg der Wasserspiegel um 39 cm auf 1898,15 m über dem Meeresspiegel an. In den Folgejahren hielt der Anstieg in dieser Geschwindigkeit an. Im Juni 2007 wurde mitgeteilt, dass der Wasserspiegel innerhalb der vergangenen sechs Jahre um 2,44 m gestiegen sei. Anfang Oktober 2010 stand der Pegel auf 1900,04 m.

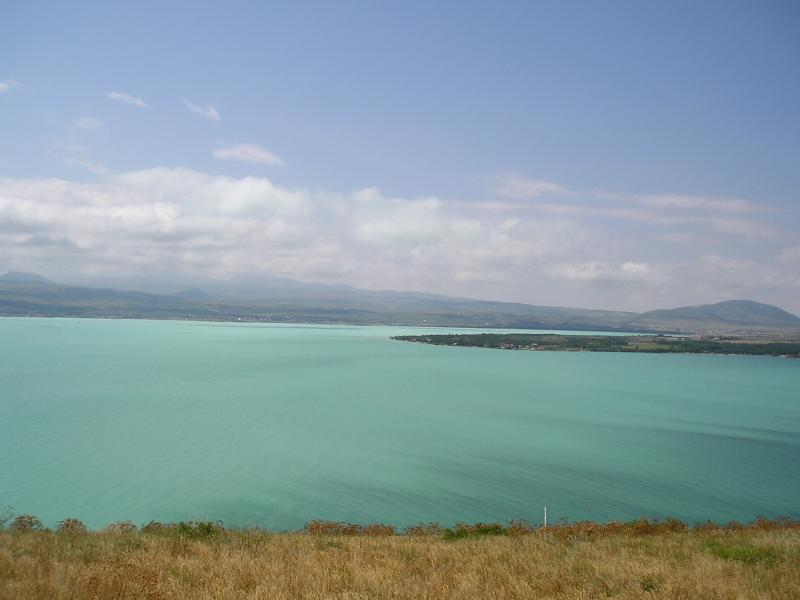
Blick vom Kloster Sewanawank auf den See
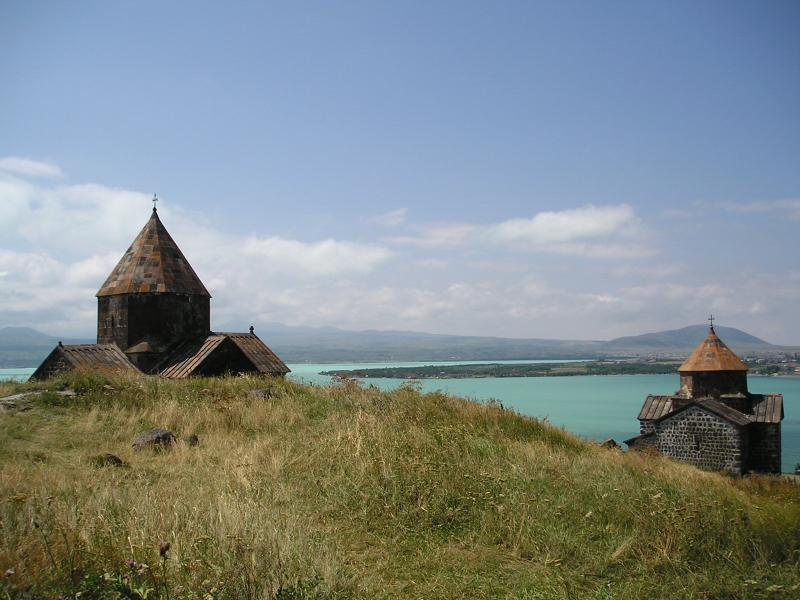
Kirchen des Klosters Sewanawank am Ufer des Sees
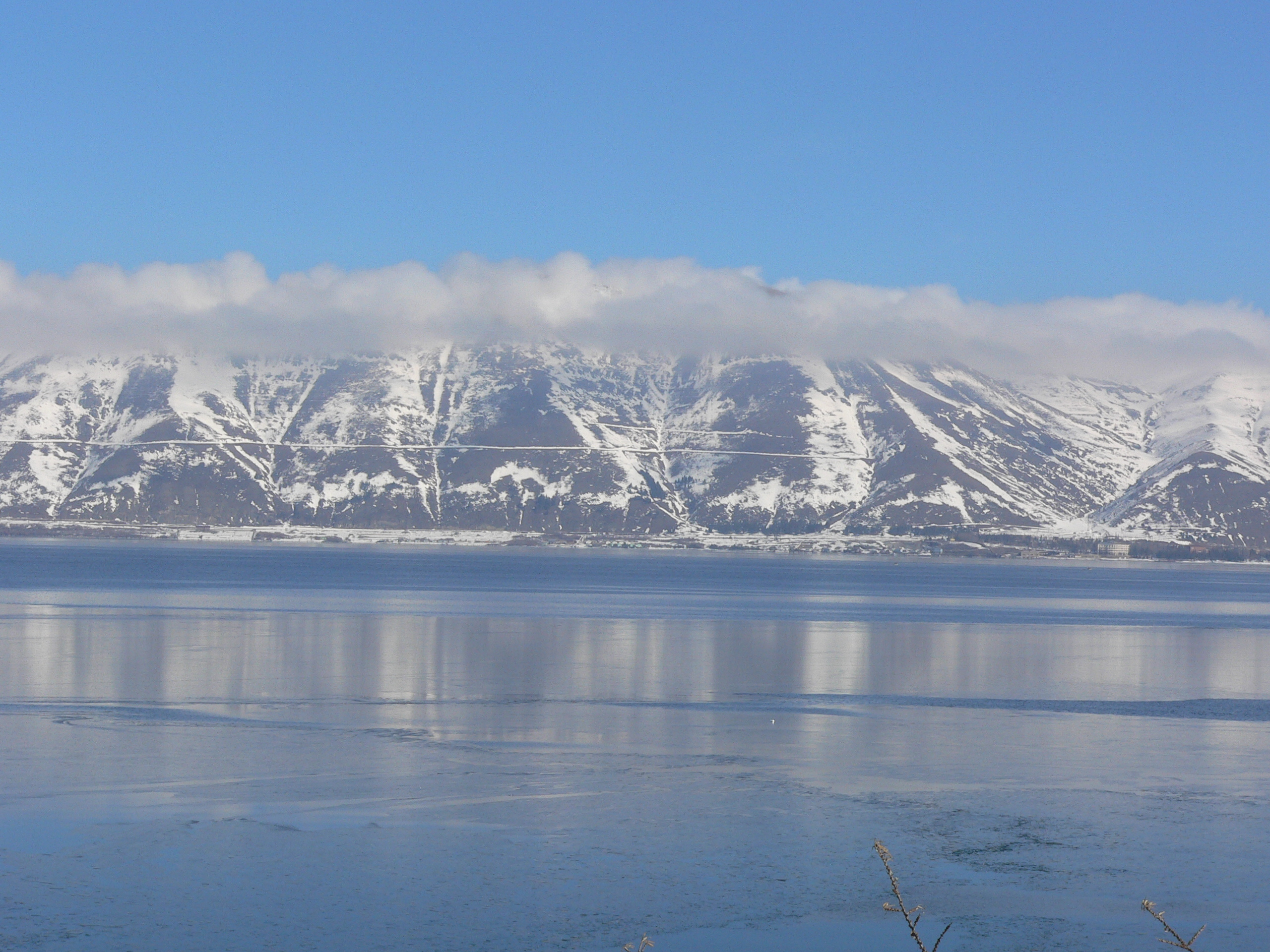
Blick vom Tbilisi-Highway